# 二粒小麦
二粒小麦或铁壳麦是一种四倍体有芒小麦。驯化种是Triticum turgidum subsp. dicoccum和Triticum turgidum conv. durum。野生和驯化的主要区别在于，野生二粒小麦成熟的种头会破碎，并将种子散落在地上，而驯化的二粒小麦的种头仍保持完整，从而使人类更容易收获谷物。
二粒小麦与一粒小麦一样，是近东地区最早被驯化的作物之一，它在古代世界广泛种植。然而自8000年前，栽培的二粒小麥偶然與山羊草屬的節節麥（Aegilops tauschii）雜交出普通小麥後，由於普通小麥更為耐寒，環境忍耐性更好，其便取代了二粒小麥成為人類最廣泛栽培且熟悉的小麥。二粒小麥现為欧洲和亚洲山区的遗留作物。
二粒小麦被认为是Farro食品的一种，特别是在意大利。

## 历史
野生二粒小麦原产于中东新月沃土，生长在今以色列到伊朗的山地草丛和林地中。野生二粒小麦的原产地被认为是土耳其东南部的卡拉卡达格山区，但学者们没有达成普遍的共识。1906年，阿龙·阿龙索赫恩发现生长在以色列罗什平纳的野生二粒小麦，在植物学界引起轰动。在考古发掘和古墓中都发现了二粒小麦。二粒小麦在被驯化之前的几千年里，一直被猎人采集者从野外采集食用。在Ohalo II发现的野生二粒小麦粒的放射性碳测年为公元前17000年，在Netiv Hagdud的前陶新石器时代A期遗址中，野生二粒小麦的年龄为10000-9400年。
最早的二粒小麦驯化遗址的位置还不清楚，还在争论中。一些最早的遗址可能间接证明了初期前陶新石器时代B期的二粒小麦驯化。
在新石器时代的大量遗址中发现了二粒小麦，这些遗址散布在肥沃的新月形地区。从最早的种植时期开始，二粒小麦就比同时代的谷类作物和竞争者——一粒小麦和大麦更为突出。在印度次大陆的梅赫爾格爾一期就有少量的二粒小麦存在，说明公元前7000-5000年，那里已经有艾美尔的种植。
在近东地区，尤其是美索不达米亚南部，从公元前3000年左右的青铜时代早期，二粒小麦的种植开始减少，大麦成为标准的谷类作物。这与灌溉冲积土壤的盐碱化程度增加有关，而大麦对冲积土壤的耐受性更强，尽管这项研究受到质疑。二粒小麦在古埃及有着特殊的地位，在法老时代，二粒小麦是主要的栽培小麦，在第三王朝时期，栽培的二粒小麦大量种植，在萨卡拉台阶金字塔下的地下墓室中，发现了大量的二粒小麦和栽培的二粒小麦、大麦。邻近国家也种植了一粒小麦、硬质小麦和普通小麦。在没有任何明显的功能解释的情况下，古埃及饮食中更多地使用二粒小麦，可能只是反映了一种明显的烹饪或文化偏好，也可能反映了第三王朝之后种植条件的改变。二粒小麦和大麦是古埃及面包和啤酒的主要原料。从腓尼基人定居在瓦卢比利斯（今摩洛哥）的定居点发现的二粒小麦的年代是在公元前一千年中期。
可能是古代拉比文献中提到的五种谷物之一，犹太人在逾越节期间要用它来做马扎。

## 食用

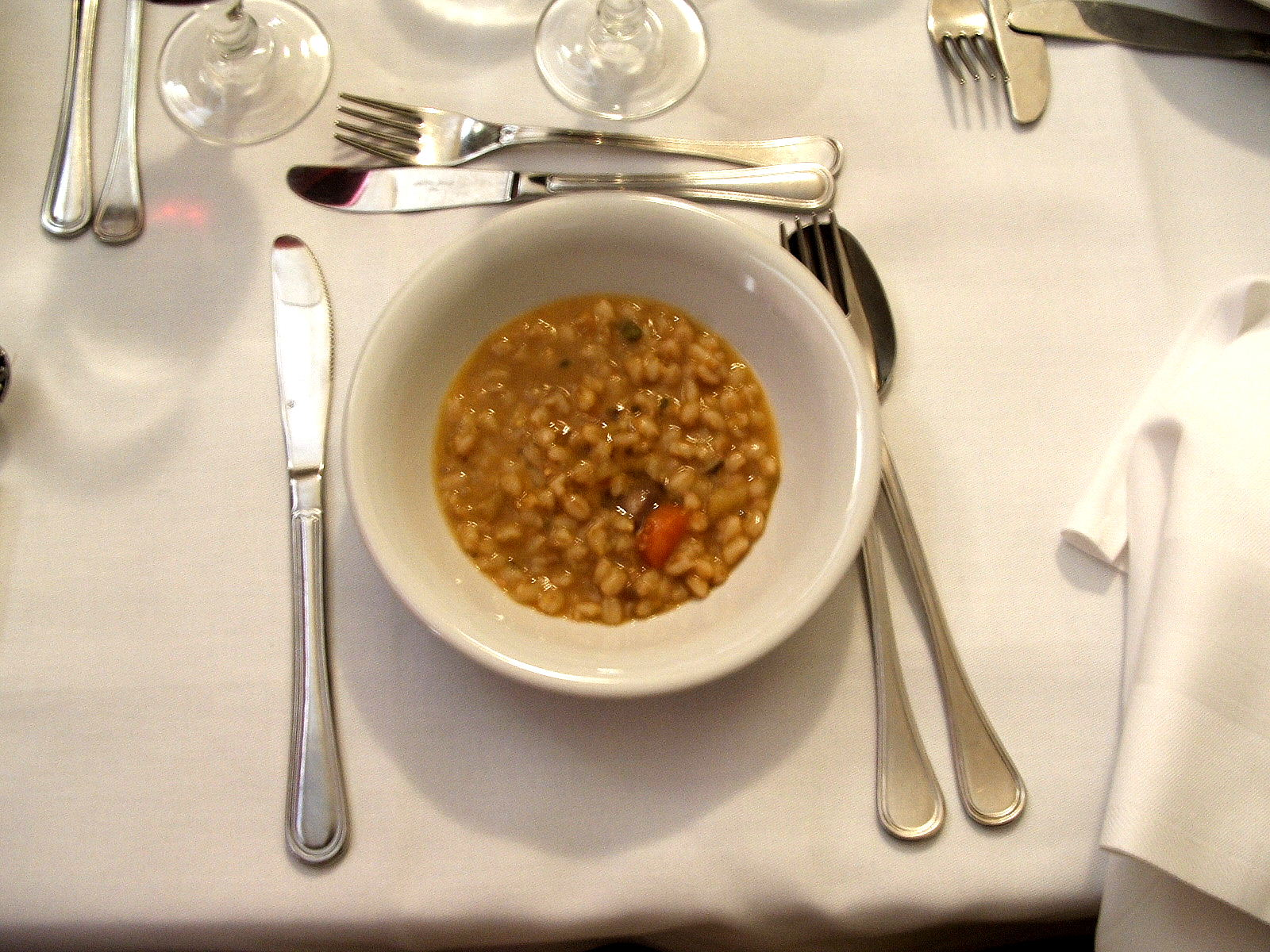
Minestra di Farro是意大利托斯卡纳的一道典型菜

二粒小麦的主要用途是作为人类食品，但也用于动物饲料。来自土耳其和其他二粒小麦种植区的人种学证据表明，二粒小麦可以制作优质面包（根据传统面包的口味和质地标准判断），古埃及广泛食用二粒小麦作为面包的证据也证明了这一点。荷兰和瑞士有二粒小麦面包。